# Derbent
Derbent [derbént] (rusko Дербе́нт; lezginsko Кьвевар; azerbajdžansko Dərbənd; avarsko Дербенд; perzijsko دربند; judeotatarsko דארבּאנד / Дэрбэнд / Dərbənd) je mesto v Republiki Dagestan v Ruski federaciji ob meji z Azerbajdžanom. Derbent je drugo najpomembnejše mesto v Dagestanu. Mesto je imelo leta 2010 112.466 prebivalcev. Najvešje etnične skupine so Azerbajdžanci (80%), Lezgini (15%) in Tabasaranci (5%).
Derbent, ki se pogosto enači z legendarnimi Aleksandrovimi vrati, je najstarejše mesto v Rusiji. Celo področje okrog Derbenta so že v antiki imeli za vrata do Kavkaza, zato je razumljivo, da so nekatere arheološke najdbe stare več kot 5000 let. Mesto je zgrajeno med dvema obzidjema, ki se raztezata gora od morja. Utrdbe so se brez prekinitve uporabljale 1500 let, več kot katera druga obstoječa trdnjava na svetu. 
Mesto je v svoji dolgi zgodovini imelo različna imena, vsa pa so povezana z besedo »vrata«. 
Ime Derbent je nastalo iz perzijske besede Darband, ki pomeni »zaprta vrata«. Arabci so ga imenovali Bāb al Abwab – Vrata vrat, Turki pa  Demirkapı  -  Železna vrata.

## Geografija
Sodobni Derbent je zgrajen blizu zahodne obale Kaspijskega jezera južno od reke Rubas na pobočjih Tabasaranskih gora, ki so del Kavkaškega gorovja. Mesto ima dobro organiziran javni prevoz, pristanišče, železniško progo na jug do Bakuja in cesto do Rostova na Donu. 
Severno od mesta je spomenik Kirklar (»štirideset herojev«), ki je posvečen padlim branilcem Dagestana v vojni z Arabci leta 728. Južno od mesta stoji petdeset metrov dolg skrajni konec Kavkaškega zidu, ki je poznan tudi kot Aleksandrov zid, ki zapira ozek prehod Železnih ali Kaspijskih vrat (Portae Athanae ali Portae Caspiae). Prvoten zid je bil visok devet metrov in širok okrog 3 metre. V zidu so bila železna vrata in veliko stražnih stolpov, ki so branili Dagestan pred napadom s perzijske meje.

### Podnebje
| Podnebni podatki za Derbent     | Podnebni podatki za Derbent | Podnebni podatki za Derbent | Podnebni podatki za Derbent | Podnebni podatki za Derbent | Podnebni podatki za Derbent | Podnebni podatki za Derbent | Podnebni podatki za Derbent | Podnebni podatki za Derbent | Podnebni podatki za Derbent | Podnebni podatki za Derbent | Podnebni podatki za Derbent | Podnebni podatki za Derbent | Podnebni podatki za Derbent |
| Mesec                           | Jan                         | Feb                         | Mar                         | Apr                         | Maj                         | Jun                         | Jul                         | Avg                         | Sep                         | Okt                         | Nov                         | Dec                         | Letno                       |
| ------------------------------- | --------------------------- | --------------------------- | --------------------------- | --------------------------- | --------------------------- | --------------------------- | --------------------------- | --------------------------- | --------------------------- | --------------------------- | --------------------------- | --------------------------- | --------------------------- |
| Rekordno visoka temperatura °C  | 15.3                        | 26.6                        | 28.3                        | 34.2                        | 30.1                        | 34.6                        | 35.8                        | 38.8                        | 33.0                        | 28.0                        | 21.9                        | 27.6                        | 38.8                        |
| Povprečna visoka temperatura °C | 5.5                         | 5.3                         | 8.2                         | 14.3                        | 20.3                        | 26.1                        | 29.1                        | 28.9                        | 24.2                        | 18.2                        | 11.9                        | 7.5                         | 16.6                        |
| Povprečna dnevna temperatura °C | 3.1                         | 2.8                         | 5.6                         | 11.0                        | 16.7                        | 22.3                        | 25.3                        | 25.2                        | 20.7                        | 15.0                        | 9.3                         | 5.0                         | 13.5                        |
| Povprečna nizka temperatura °C  | 0.7                         | 0.4                         | 3.0                         | 7.7                         | 13.1                        | 18.4                        | 21.6                        | 21.4                        | 17.2                        | 11.8                        | 6.6                         | 2.6                         | 10.4                        |
| Rekordno nizka temperatura °C   | −12.5                       | −17.9                       | −9.0                        | −3.1                        | 4.2                         | 11.0                        | 12.9                        | 10.7                        | 5.1                         | 0.4                         | −8.3                        | −12.1                       | −17.9                       |
| Povprečna količina padavin mm   | 26.2                        | 39.1                        | 24.5                        | 19.7                        | 24.4                        | 16.1                        | 22.5                        | 26.2                        | 50.4                        | 56.3                        | 48.8                        | 44.5                        | 398.7                       |
| Vir: Погода Дербент             |                             |                             |                             |                             |                             |                             |                             |                             |                             |                             |                             |                             |                             |

## Zgodovina
Derbent je imel pomemben strateški položaj na Kavkazu, ker stoji na ozkem, komaj tri kilometre širokem pasu ozemlja med Kaspijskim jezerom in Kavkazom. Takšen položaj je omogočal vladarjem Derbenta, da so obvladovali promet med evrazijskimi stepami in Srednjim vzhodom. Edini drugi uporabni prehod čez kavkaški greben je Darialska soteska.
Prvo večje naselje na področju Derbenta je nastalo v 8. stoletju pred n. št. Mesto so od 6. do 4. stoletja pred n. št. občasno upravljali perzijski vladarji, potem pa je postalo del Kavkaške Albanije in se tradicionalno istoveti s prestolnico Albano. Sodobno ime mesta je perzijska beseda دربند [Darband], ki pomeni »zaprta vrata«. Ime se je začelo uporabljati v 5. ali na začetku 6. stoletja našega štetja, ko je mesto ponovno osnoval Kavad I. iz perzijske rodbine Sasanidov.
Dvajset metrov visoko obzidje s tridesetimi stolpi, ki so obrnjeni proti severu, naj bi zgradil Kavadov naslednik Kozrav I. Anošarvan. Armenski kronist  Movzes Kagankatvaci je pisal o neverjetnih zidovih, »zaradi katerih so perzijski kralji izčrpali našo deželo, novačili arhitekte in zbirali gradivo, da bi zgradili veliko zgradbo, ki se razteza od kavkaških gora do obale Velikega vzhodnega morja«. Derbent je postal močna vojaška postojanka in pristanišče Sasanidskega cesarstva. V 5. in 6. stoletju je postal tudi pomembno središče za širjenje krščanstva na Kavkazu.
Movzes Kagankatvaci je zapustil tudi opis opustošenja Derbenta leta 627, ko so ga napadle horde Tong Jabguja iz Zahodnega turškega kaganata. Njegov naslednik Buri-sad ni bil sposoben utrditi Tong Jabgujevih osvojitev in mesto so kmalu spet zasedli Perzijci. Leta 654 so Derbent zavzeli Arabci in ga pretvorili v pomembno upravno središče in uvedli islam. Mesto je bilo zaradi svojega strateškega položaja na severnem kraku svilne ceste stalna tarča Hazarov, ki so sprožili vrsto hazarsko-arabskih vojn. Arabska oblast v regiji je konec 9. stoletja začela slabeti in tamkajšnji Armenci so ustanovili svoje kraljestvo, ki se je obdržalo so začetka 13. stoletja.
Nedavna arheološka izkopavanja na vzhodi obali Kaspijskega jezera nasproti Derbenta so razkrila vzhodnega dvojnika derbentskega obzidja in utrdb – Veliki gorganski zid. Sasanidske utrdbe na vzhodni obali Kaspijskega jezera  – masivne trdnjave, prebivališča za posadko in dolgo obzidje – se raztezajo dobesedno v morje, tako da izgledajo kot podaljšek derbentskega obzidja z zahodne obale.
V Derbentu je nakaj časa živel kalif Harun al-Rašid in iz njega naredil slavno središče umetnosti in trgovine. Arabski zgodovinarji so trdili, da je imelo mesto v 9. stoletju več kot 50.000 prebivalcev in je bilo največje mesto na Kavkazu. v 10. stoletju je zaradi propadanja Abasidskega kalifata Derbent postal glavno mesto samostojnega emirata, ki se je pogosto vojskoval s sosednjo krščansko državo Sarir. V vojnah je bil mnogokrat poražen, kar je Sarirju omogočalo, da se je občasno vtikal v derbentsko državno politiko. Emirat je kljub temu preživel svojega rivala in cvetel vse do mongolske invazije leta 1239.
V 14. stoletju je Derbent okupirala Timur Lenkova armada. Leta 1437 je prišel pod oblast azerbajdžanskih širvanšahov. V 16. stoletju je bil prizorišče vojn med Osmanskim cesarstvom in Perzijo, v kateri so takrat vladali Safavidi. Po zmagi Osmanskega cesarstva v bitki pri Torčesu leta 1583 je mesto s Konstantinoplsko (Ferhat pašino) mirovno pogodbo iz leta  1590 prišel pod oblast Turkov. 
Leta 1735 je s pogodbo, ki so jo podpisali v Gandži, Derbent ponovno pripadel Perziji. Leta 1722 ga je med rusko-perzijsko vojno osvojil car Peter Veliki, a je zaradi premoči Nadir Šaha leta 1736 spet prešel v perzijske roke. Leta 1747 je postal prestolnica istoimenskega kanata.
Med perzijsko ekspedicijo Katarine Velike je leta 1796 mesto osvojila vojska Valerijana Zubova. Rusija in Perzija sta leta 1813 podpisali Gulistansko mirovno pogodbo, s katero je Derbent pripadel Ruskemu imperiju.

## Turistične zanimivosti
Velik del mestnega obzidja in številni obrambni stolpi so se lepo ohranili vse do danes. Obzidje, ki se ga do morja, je bilo zgrajeno v 6. stoletju v obdobju Sasanidov. V mestu je tudi dobro ohranjena citadela (Narin-kala), ki ima površino kar 45.000 m². Citadela je obdana z močnim obzidjem. Turistično zanimiva so tudi javna kopališča, cisterne za vodo in stara pokopališča, karavan-saraj, kanov mavzolej iz 18. stoletja in več mošej. Najstarejša mošeja je Juma, ki je zgrajena na temeljih krščanske bazilike iz 6. stoletja. Ob mošeji je medresa iz 15. stoletja. Druge zanimive mošeje so mošeja Kyhrylar iz 17. stoletja, Bala in mošeja Čertebe iz 18. stoletja.
Derbent ima tudi velik muzej, gore in kaspijsko obalo z veliko možnostmi za razvoj turizma. Približno dva kilometra iz mesta je počitniško središče Čajka (galeb). Mestno obzidje in citadela so bili leta 2003 razglašeni za Unescovo svetovno kulturno dediščino, nestabilnost v regiji pa ne dopušča nadaljnjega razvoja. 

## Gospodarstvo in kultura
V Derbentu je razvita strojna, prehrambena, tekstilna, gradbena in lesna industrija ter ribištvo. Mesto je središče proizvodnje znanega ruskega brandyja. V mestu je dobro razvito šolstvo z univerzo in več tehničnimi šolami in lezginsko dramsko gledališče S. Stalskega. 

## Pobratena mesta
Gandža, Azerbajdžan
 Yakima, Washington, ZDA

## Galerija
- Mestni grb iz leta 1843
- Panorama
- Mestna vrata starega mestnega središča
- Vhod v citadelo
- Pogled na Kaspijsko jezero